# 赤沢亮正
赤沢 亮正（あかざわ りょうせい、1960年〈昭和35年〉12月18日 - ）は、日本の政治家、元運輸・国土交通官僚。自由民主党所属の衆議院議員（7期）。経済再生担当大臣、新しい資本主義担当大臣、賃金向上担当大臣、スタートアップ担当大臣、全世代型社会保障改革担当大臣、感染症危機管理担当大臣、防災庁設置準備担当大臣、内閣府特命担当大臣（経済財政政策）。戸籍上の正確な表記は赤澤 亮正。
財務副大臣、内閣府副大臣、国土交通大臣政務官、衆議院原子力問題調査特別委員長、衆議院環境委員長を歴任。祖父は元自治大臣の赤沢正道。

## 経歴

### 生い立ち
東京都文京区出身。東京教育大学附属駒場高等学校を経て東京大学に入学した時に、母方の祖父母（赤沢正道夫妻）の養子になった。

### 官僚として
1984年、東京大学法学部第1類（私法コース）を卒業し、運輸省入省。1989年、米国コーネル大学経営大学院に留学し、1991年、経営学修士（MBA）取得。
1994年8月、運輸省航空局監理部国際航空課補佐官（日米航空交渉担当）。1996年、北海道庁出向（企画振興部交通対策課長）。1999年6月、大臣官房文書課企画官（海上技術安全局、日本財団担当）。2001年7月、国土交通省大臣官房秘書課企画官。2002年8月、大臣官房総務課企画官（総合政策局、国際政策担当）。2004年7月、日本郵政公社郵便事業総本部国際本部海外事業部長。

### 政治家として

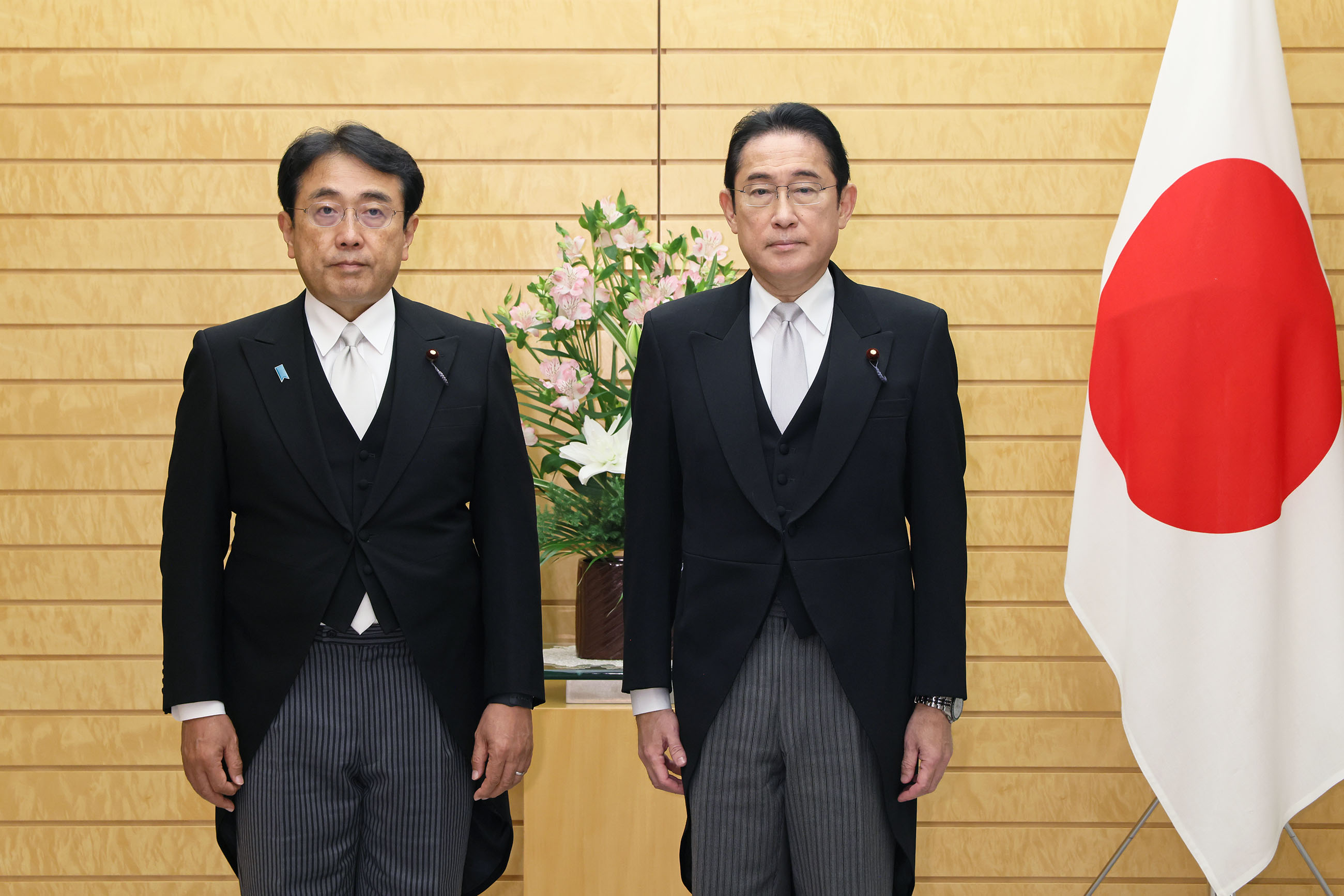
2023年11月13日、財務副大臣辞令交付に際して内閣総理大臣岸田文雄（右）と

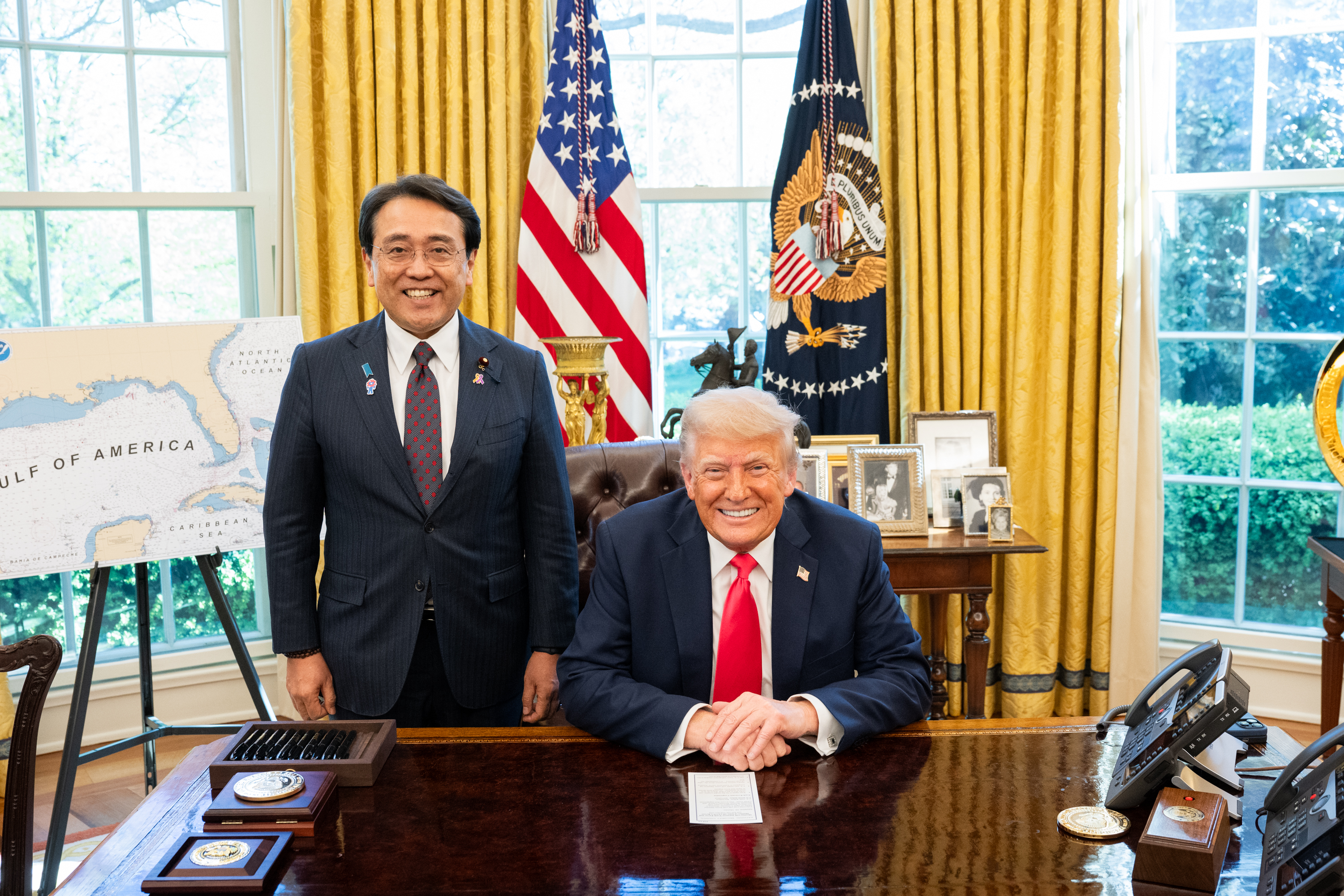
2025年4月16日、オーバルオフィスにてアメリカ合衆国大統領ドナルド・トランプ（右）と

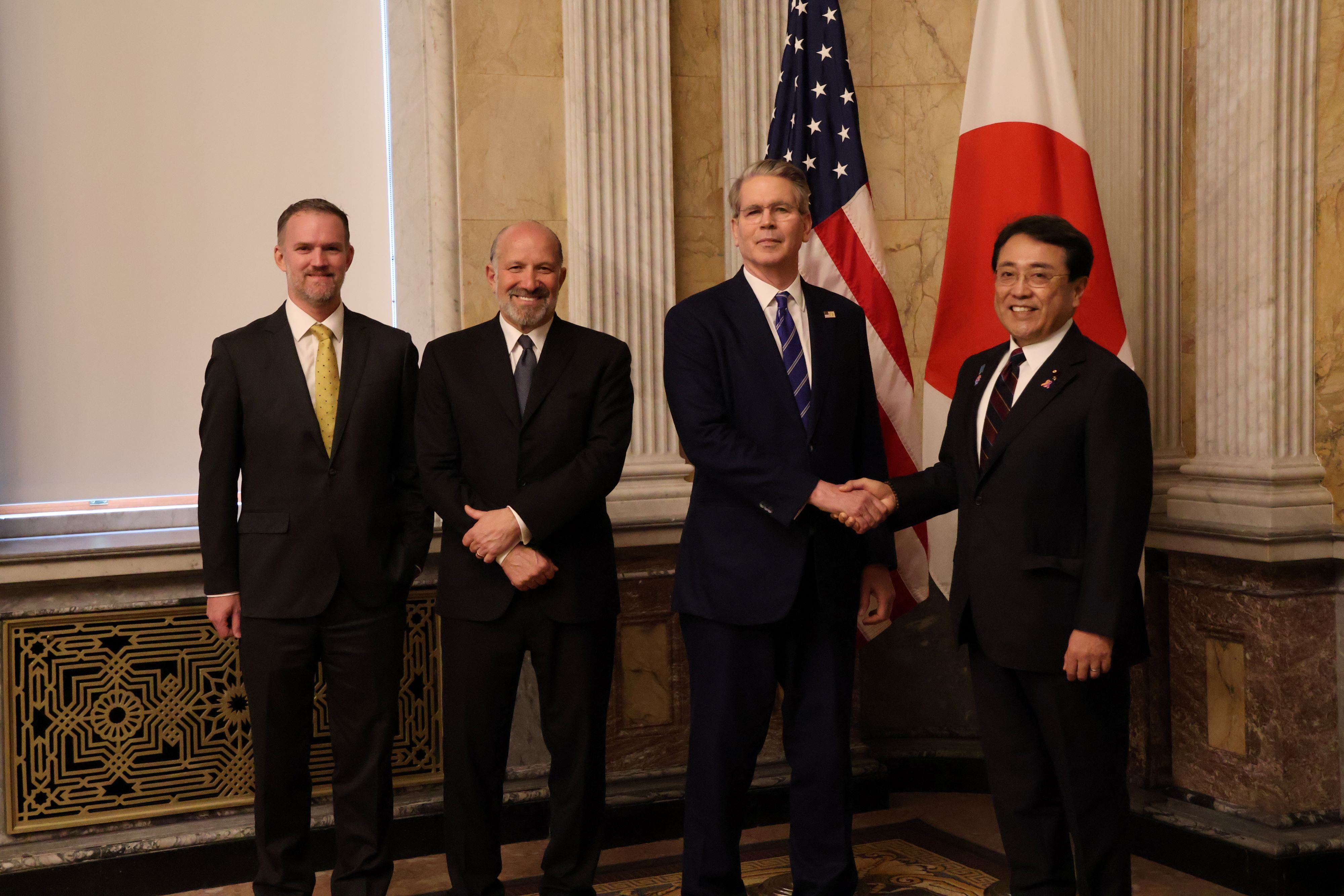
2025年5月1日、関税措置に関する協議に際してアメリカ合衆国財務長官スコット・ベッセント（右から2人目）、商務長官ハワード・ラトニック（左から2人目）、通商代表ジェイミソン・グリア（左端）と

2005年に退官。同年9月の第44回衆議院議員総選挙に、郵政民営化法案に反対票を投じた川上義博への「刺客」として自由民主党公認で鳥取2区から出馬。無所属で出馬した川上を破り初当選した。当選後は小泉チルドレンが参加する83会に入会。
2009年8月の第45回衆議院議員総選挙では自民党に猛烈な逆風が吹き荒れ、赤沢も鳥取2区で民主党の湯原俊二の猛追を受けるが、626票の僅差で湯原を下し、小選挙区で再選。なお、この選挙では2005年の総選挙に自民党公認で初当選した議員の大半が落選した（83人のうち77人が出馬し、当選者は10人、小選挙区当選者は赤沢、稲田朋美、小里泰弘の3人のみ）。
2010年4月、自民党政権力委員会の地方分権・地域再生・中小企業担当に就任した。自民党シャドウ・キャビネットでは影の農林水産副大臣に就任した。
2012年12月の第46回衆議院議員総選挙に鳥取2区から出馬し、湯原らを大差で破って3選。第2次安倍内閣で大臣官房、危機管理・運輸安全政策審議官、総合政策局、都市局、道路局、海事局、港湾局、国際統括官、運輸安全委員会、海上保安庁、震災復旧・復興、安全・危機管理、国土強靭化担当の国土交通大臣政務官に就任。
2014年9月、第2次安倍改造内閣で金融庁、消費者庁、海洋政策・領土問題、拉致問題、食品安全、女性活躍、男女共同参画、少子化対策、行政改革、規制改革、公文書管理担当の内閣府副大臣に就任。同年12月の第47回衆議院議員総選挙に鳥取2区から出馬し4選。
2015年7月28日、鳥取県と島根県の参議院合同選挙区による鳥取県・島根県選挙区を創設する公職選挙法改正案に反発し、衆議院本会議採決で欠席して棄権した。
2016年1月、衆議院環境委員長に就任。
2017年10月の第48回衆議院議員総選挙に鳥取2区から出馬し5選。
2020年9月、菅義偉内閣で防災・国土強靭化、新型コロナウイルス感染症対策、金融、経済財政、成長戦略、全世代型社会保障改革、領土問題を担当する内閣府副大臣に就任。
2021年10月31日、第49回衆議院議員総選挙で6選（立憲民主党から出馬した湯原も比例復活し9年ぶりに国政復帰）。
2022年9月、自民党は世界平和統一家庭連合（旧統一教会）と所属する国会議員の接点について公表した。この中で、赤沢が過去に旧統一教会の関連団体の会合で挨拶や講演を行なっていたことが明らかになった。
2023年11月13日、税金滞納・差し押さえ問題で辞任した神田憲次衆議院議員の後任として財務副大臣に就任した。
2024年9月27日に行われた自由民主党総裁選挙では石破茂の推薦人に名を連ね、石破陣営の事務総長も務めた。勝利した石破は自由民主党総裁に就任。赤沢は10月1日に発足した石破内閣において、経済再生担当大臣、新しい資本主義担当大臣、賃金向上担当大臣、スタートアップ担当大臣、全世代型社会保障改革担当大臣、感染症危機管理担当大臣、防災庁設置準備担当大臣、内閣府特命担当大臣（経済財政政策）として初入閣した。
同年10月27日の第50回衆議院議員総選挙に鳥取2区から出馬し、湯原に比例復活も許さず7選。同年11月11日に発足した第2次石破内閣においても留任。
米トランプ政権の相互関税への対応をめぐって2025年4月7日に開催された日米首脳会談にて、両国が協議を続けていくことが確認されたことを受け、翌8日に赤沢が日本側の担当閣僚に指名された。同年7月22日、トランプ大統領は自分のソーシャルメディアに、日本と関税をめぐって「大規模な」取引で合意したと投稿した。日本がアメリカに対して5500億ドルを投資し、日本からの輸入品に15％の「相互関税」を課すことになるとした。23日朝に赤澤はホワイトハウスを訪問したことを、「任務完了」のハッシュタグを付けてソーシャルメディアに投稿した。

## 政策・主張

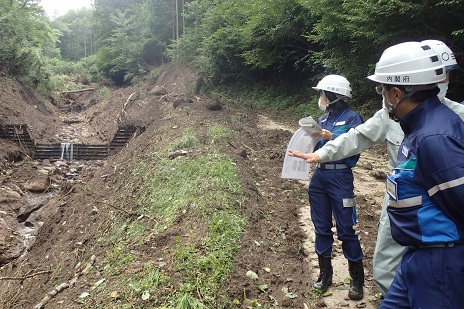
2021年8月24日、長野県岡谷市にて令和3年8月の大雨の被災地を視察

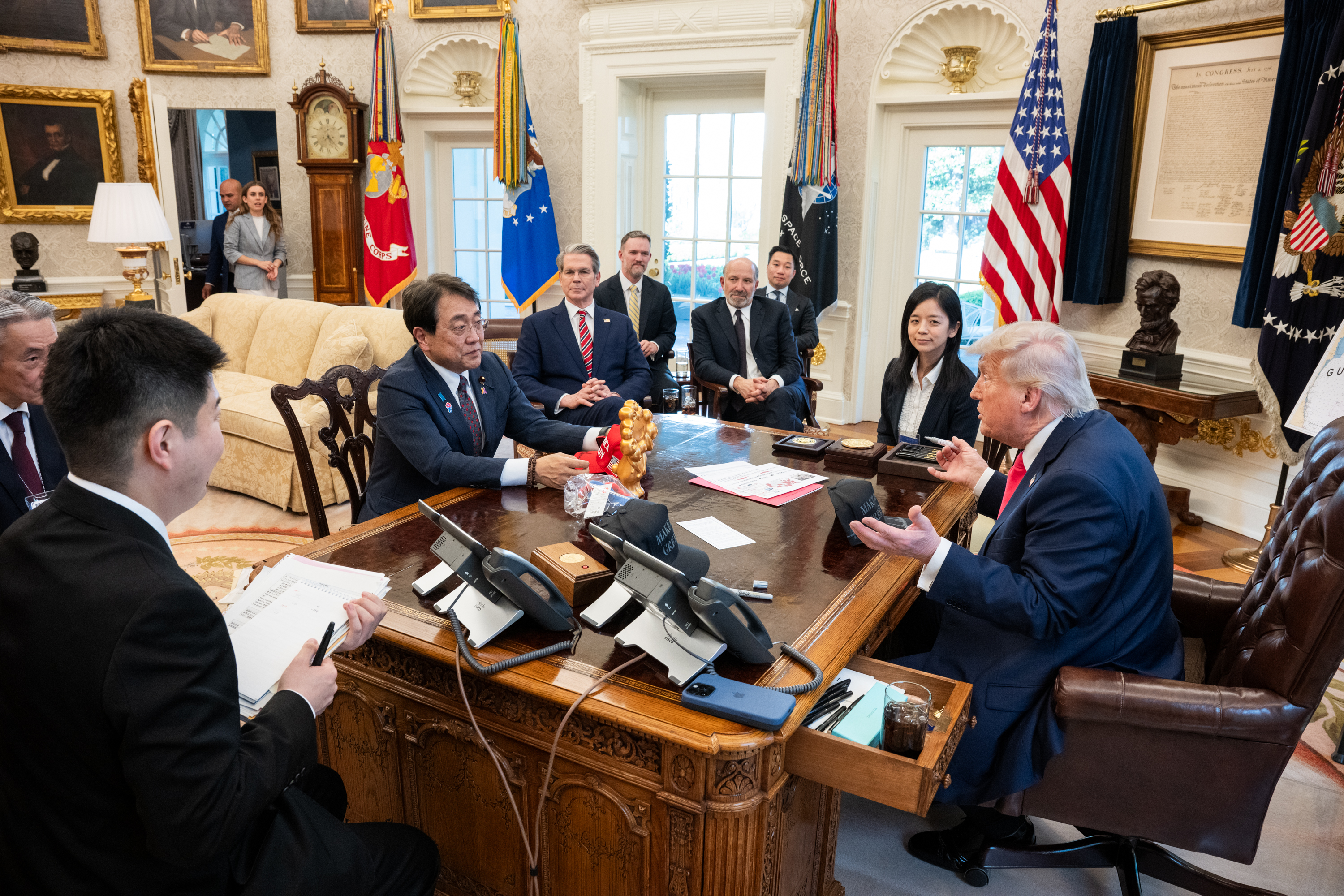
2025年4月16日、オーバルオフィスにてアメリカ合衆国大統領ドナルド・トランプ、財務長官スコット・ベッセント、商務長官ハワード・ラトニック、通商代表ジェイミソン・グリアらと

防災
自民党が提出した「津波対策の推進に関する法律案」を民主党が審議に応じず廃案にしていたため、菅直人首相は、「早期に法案を通していればもっと人命を救えた」と述べて民主党政権の非を認めた。法案は震災後である2011年6月9日に再提出され、6月17日に参議院本会議で可決、6月24日に成立した。2012年に赤澤も参加した自由民主党国土強靭化総合調査会（会長：二階俊博衆議院議員）の第11回会合では「津波対策法案は一昨年、二階先生が中心に作られ国会に提出されたが、与党・民主党が乗らず、東日本大震災後にようやく成立した。震災前に法案が通っていれば、もっと色々と防げたものもあった。民主党はいつも後手後手の対応である」と民主党の対応を批判した。
外交・安全保障
自衛隊を憲法に明記することについてはどちらとも言えないと回答している。
非核三原則は堅持すべきだという問いに賛成と回答している。
医療・社会保障
緊急避妊薬（ECP）の処方箋をなしでの販売にやや賛成。
財政
消費税10%に賛成。
国債発行についてはどちらかと言えば抑制すべきだとしている。
皇室制度
女性宮家の創設に反対。
家族制度
2014年には選択的夫婦別姓制度の導入に反対としていたが、2021年のアンケートではどちらとも言えないと回答している。

## 献金
トラック業者の業界団体である道路運送経営研究会から献金を受けている。

## 選挙歴
| 当落 | 選挙                   | 執行日         | 年齢 | 選挙区      | 政党       | 得票数    | 得票率 | 定数 | 得票順位 /候補者数 | 政党内比例順位 /政党当選者数 |
| ---- | ---------------------- | -------------- | ---- | ----------- | ---------- | --------- | ------ | ---- | ------------------ | ---------------------------- |
| 当   | 第44回衆議院議員総選挙 | 2005年09月11日 | 44   | 鳥取県第2区 | 自由民主党 | 6万4132票 | 37.44% | 1    | 1/4                | /                            |
| 当   | 第45回衆議院議員総選挙 | 2009年08月30日 | 48   | 鳥取県第2区 | 自由民主党 | 8万4659票 | 49.57% | 1    | 1/3                | /                            |
| 当   | 第46回衆議院議員総選挙 | 2012年12月16日 | 51   | 鳥取県第2区 | 自由民主党 | 8万7395票 | 60.81% | 1    | 1/3                | /                            |
| 当   | 第47回衆議院議員総選挙 | 2014年12月14日 | 53   | 鳥取県第2区 | 自由民主党 | 7万6579票 | 56.25% | 1    | 1/3                | /                            |
| 当   | 第48回衆議院議員総選挙 | 2017年10月22日 | 56   | 鳥取県第2区 | 自由民主党 | 7万2827票 | 53.39% | 1    | 1/3                | /                            |
| 当   | 第49回衆議院議員総選挙 | 2021年10月31日 | 60   | 鳥取県第2区 | 自由民主党 | 7万5005票 | 53.98% | 1    | 1/2                | /                            |
| 当   | 第50回衆議院議員総選挙 | 2024年10月27日 | 63   | 鳥取県第2区 | 自由民主党 | 8万1526票 | 61.82% | 1    | 1/3                | /                            |

## 所属団体・議員連盟
- 自民党たばこ議員連盟[39]
- 速やかな政策実現を求める有志議員の会
- 日本教職員組合問題究明議員連盟
- 日韓議員連盟
- 83会
- 再チャレンジ支援議員連盟
- TPP交渉における国益を守り抜く会
- 文化芸術振興議員連盟

## 家族・親族

### 赤沢家

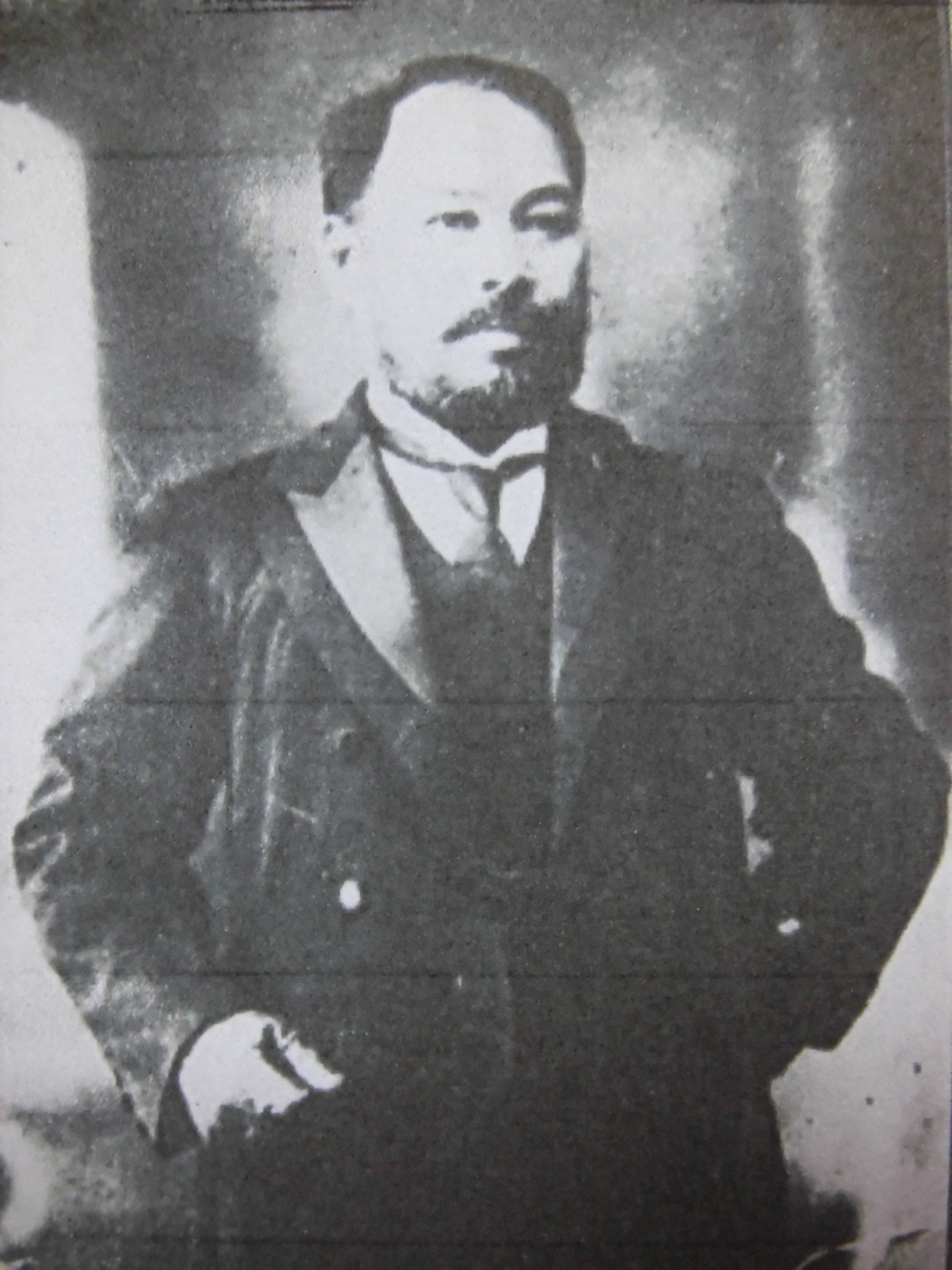
曽祖父・赤沢康平（『鳥取、島根官民肖像録』）

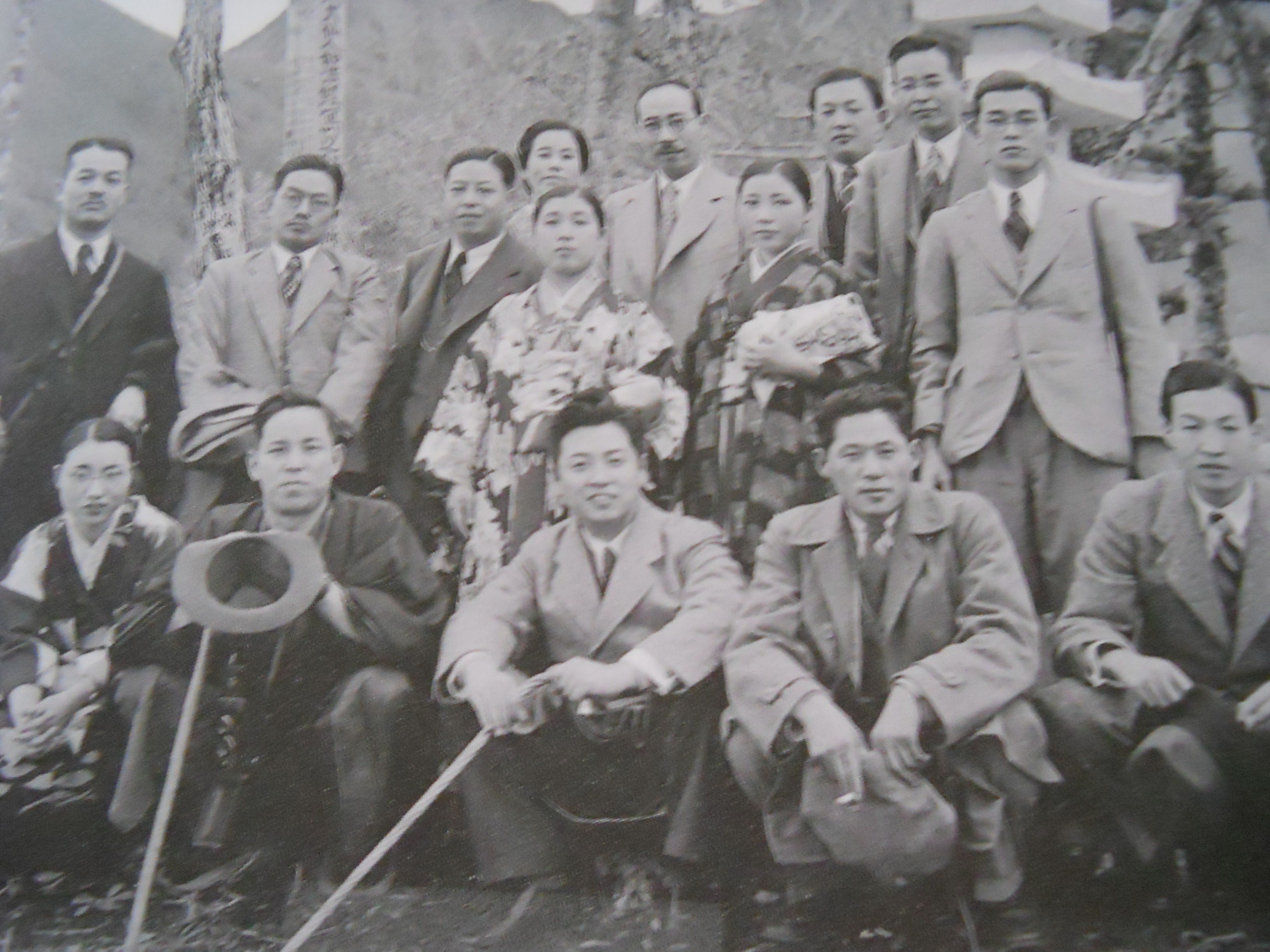
前列右から坂口純三、織田収、赤沢正道、坂口昇。後列左から雑賀愛造、上原準三、坂口平兵衛 (2代)（大山に遊ぶ清交クラブの面々）

（徳島県、鳥取県米子市西倉吉町・日ノ出町）
- 曽祖父・赤沢康平（実業家）

曽祖父赤沢康平は徳島県出身の土木建築業。旧徳島藩士である。
明治30年代から始まった山陰本線の建設に参加するため米子に進出、業界のリーダーとして業績を積み上げた。元日本海新聞社米子支社長・島雄光蔵（しまおみつぞう）によると「米子には事業家がおったですよ。皆鉄道のおこぼれです。有本さん、菊地さん、加藤さん、赤沢さん、皆山陰鉄道の建設で来られた人ですから。」という。
赤沢によると、「康平は若手の政治家志望者を集めて指導する私塾のような活動をしていた」という趣旨の話を母親から聞かされている」という。
- 祖父・赤沢正道（実業家・政治家）

祖父赤沢正道は明治40年（1907年）7月、鳥取県米子市西倉吉町に生まれた。第3次池田内閣、第2次佐藤内閣 (第1次改造)で自治大臣兼国家公安委員会委員長を務めた。
赤沢によると、「曽祖父（赤沢康平）の思いが祖父（赤沢正道）に通じ、さらには母（正道の唯一の子供）を経由して赤沢にまで流れ込んでいるというつながりを強く感じている」という。
- 父・森亮一

赤沢によると、「まず社会に貢献せよ。報酬は後からついて来ると心得よ」というまるで論語（顔淵）のような父（元大学教員）の教育が相まって、営利には向かないが公共の福祉の増進に生きがいを感じる赤沢が誕生した次第です」という。
- 母・薫子（赤沢正道の長女）
- 弟
- 妻、長男

### 略系図
|  |  |  |  |  |  |  |  | 赤沢康平 |      |      |      |      |      |          |  |  |  |  |  |        |        |        |        |        |        |  |  |  |  |
|  |  |  |  |  |  |  |  |          |      |      |      |      |      |          |  |  |  |  |  |        |        |        |        |        |        |  |  |  |  |
|  |  |  |  |  |  |  |  | 赤沢正道 |      |      |      |      |      |          |  |  |  |  |  |        |        |        |        |        |        |  |  |  |  |
|  |  |  |  |  |  |  |  |          |      |      |      |      |      |          |  |  |  |  |  |        |        |        |        |        |        |  |  |  |  |
|  |  |  |  |  |  |  |  | 薫子     | 薫子 | 薫子 | 薫子 | 薫子 | 薫子 |          |  |  |  |  |  | 森亮一 | 森亮一 | 森亮一 | 森亮一 | 森亮一 | 森亮一 |  |  |  |  |
|  |  |  |  |  |  |  |  | 薫子     | 薫子 | 薫子 | 薫子 | 薫子 | 薫子 |          |  |  |  |  |  | 森亮一 | 森亮一 | 森亮一 | 森亮一 | 森亮一 | 森亮一 |  |  |  |  |
|  |  |  |  |  |  |  |  |          |      |      |      |      |      |          |  |  |  |  |  |        |        |        |        |        |        |  |  |  |  |
|  |  |  |  |  |  |  |  |          |      |      |      |      |      | 赤沢亮正 |  |  |  |  |  |        |        |        |        |        |        |  |  |  |  |